# مايك رايت (لاعب كرة قدم أمريكية)
مايك رايت (بالإنجليزية: Mike Wright)‏ هو لاعب كرة قدم أمريكية أمريكي، ولد في 1 مارس 1982.

## وصلات خارجية
- مايك رايت على موقع مرجع كرة القدم المحترفة.كوم (الإنجليزية)